# Rhododendron alabamense
Rhododendron alabamense (лат.) — кустарник, вид подсекции Pentanthera секции Pentanthera подрода Pentanthera рода Рододендрон (Rhododendron) семейства Вересковые (Ericaceae).

## Ботаническое описание
Листопадный кустарник высотой до 3(5) метров. Кора гладкая или вертикально бороздчатая.
Черешок железисто-волосистый; листовая пластинка яйцевидная, обратно яйцевидная, 4—7,7(—9,4) × 1,2—2,5(—3,3) см, тонкая, на конце острая до тупой.
Соцветие 6—7-цветковое. Цветоножка 4—12 мм. Цветки, раскрываются до или одновременно с листьями, очень ароматные; чашелистики 0,1—3 мм; венчик белый, иногда с розоватым оттенком, с контрастным жёлтым пятном на верхней доле, воронкообразный, 25—42 мм, железисто-волосистый; тычинок 5.
Кариотип: 2n = 26.
Цветение весной.

## Экология
Открытые, сухие леса, каменистые склоны, на высоте 0—500 метров над уровнем моря. Известны естественные гибриды с Rhododendron canescens.
Выдерживает понижения температуры до −21 °C.

## Ареал
Северная Америка (Алабама, Джорджия, Теннесси, Флорида).